# Asobara kawandensis
Asobara kawandensis (лат.) — вид паразитических наездников рода Asobara из семейства Braconidae (Alysiinae, Hymenoptera). Название происходит от имени места, где в 1943 году была обнаружена типовая серия (Kawanda).

## Распространение
Африка: Уганда (Kawanda).

## Описание
Длина около 2,5 мм, переднее крыло 2,5 мм. От близких видов отличается пропорциями тела, особенностями жилкования крыльев. Усики 26-члениковые у самок.  Основная окраска тела коричневая. Жвалы крупные, простые, с 3 зубцами. Верхний зубец жвал широкий; средний зубец широкий и короткий; нижний зубец широкий. Передняя тенториальная ямка находится вдали от края глаз. Предположительно паразитируют на представителях отряда двукрылые.

## Систематика
Вид Asobara kawandensis был впервые описан в 2019 году испанским гименоптерологом Франсиско Хавьером Перис-Фелипо (Francisco Javier Peris-Felipo, University of Valencia, Paterna, Испания) по материалам из Африки.